# Oreopanax peltatus
Espèce
Synonymes
- Aralia lobata Sessé & Moc.[1]

Statut de conservation UICN

 VU A1c : Vulnérable
Oreopanax peltatus est une espèce de plantes à fleurs de la famille des Araliaceae.

## Publication originale
- Gartenflora 11: 170, t. 363. 1862.